# Jean-François Bergier
Jean-François Bergier (* 5. Dezember 1931 in Lausanne; † 29. Oktober 2009 in Blonay; heimatberechtigt in Lausanne) war ein Schweizer Sozial- und Wirtschaftshistoriker.

## Leben

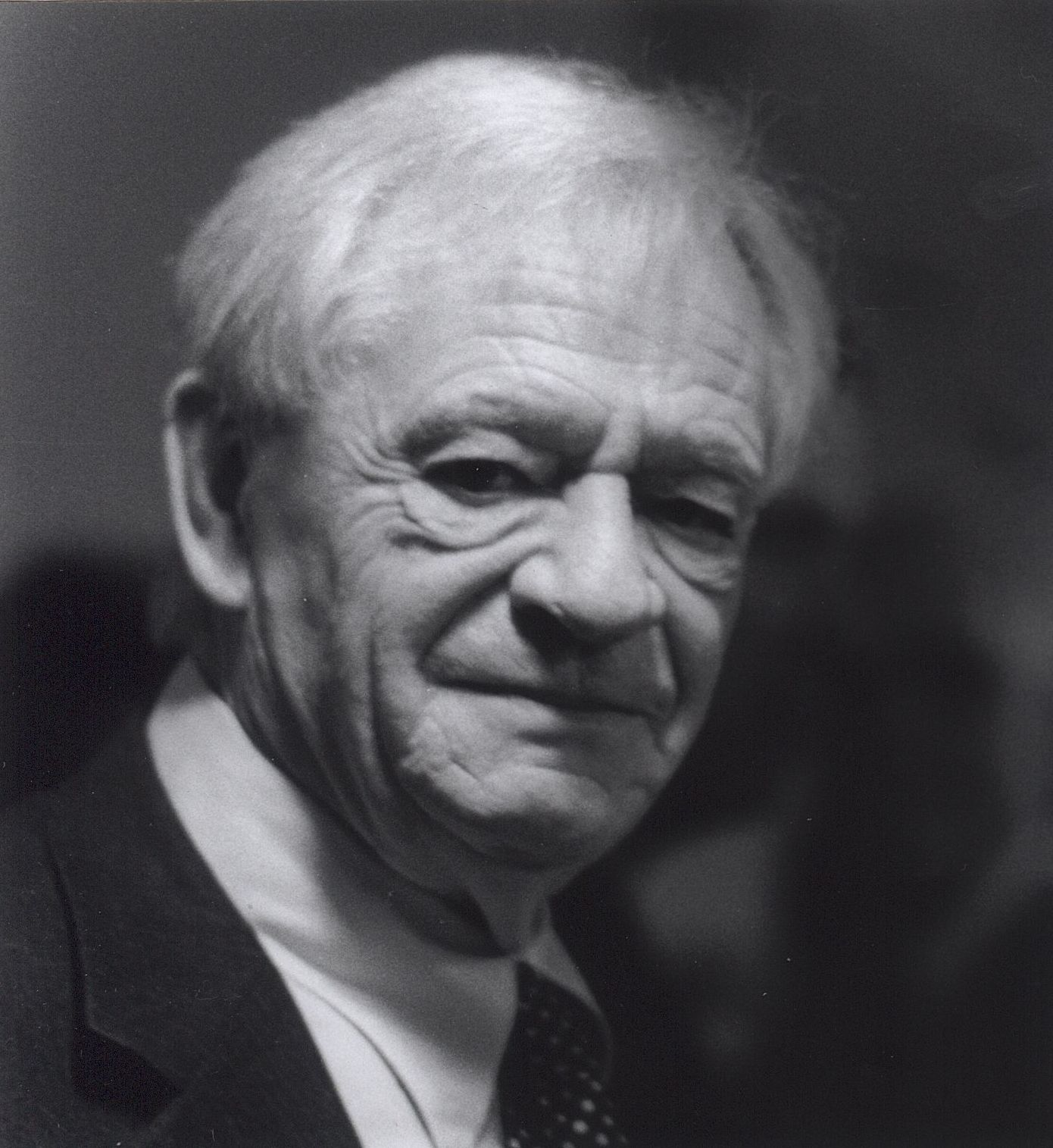
Jean-François Bergier

Nach seinem Studium an der Universität Lausanne erhielt er 1957 ein Diplom in Archivkunde und Paläografie an der École nationale des chartes. Seine Diplomarbeit befasste sich mit dem Handelsplatz Genf zwischen 1480 und 1540. 1963 promovierte Bergier an der Universität Genf, wo er anschliessend bis 1969 als ordentlicher Professor für Wirtschafts- und Sozialgeschichte wirkte. Von 1969 bis 1999 übte er diese Funktion am Institut für Geschichte der ETH Zürich aus.
Von 1997 bis Dezember 2001 präsidierte Jean-François Bergier die Unabhängige Expertenkommission Schweiz – Zweiter Weltkrieg, die als Bergier-Kommission bekannt war. Sie war vom Bundesrat mit Untersuchungen zum kontroversen Verhältnis der Schweiz zum nationalsozialistischen Deutschland beauftragt worden. Am 22. März 2002 legte die Kommission ihre Ergebnisse im Bergier-Bericht vor.
Jean-François Bergier galt als Experte für die Wirtschaftsgeschichte der Schweiz und des Alpenraums.

## Schriften
- Les foires de Genève et l'économie internationale de la Renaissance, Sevpen, Paris  1963, OCLC 490316689 (Dissertation (Thèse) Université de Genève, Faculté des sciences économiques et sociales, 1963, 519 Seiten, französisch; „Genfer Messen und die internationale Wirtschaft der Renaissance“).
- Zu den Anfängen des Kapitalismus, das Beispiel Genf (= Beziehungen: Kölner Vorträge und Abhandlungen zur Sozial- und Wirtschaftsgeschichte, Band 20). Forschungsinstitut für Sozial- und Wirtschaftsgeschichte an der Universität zu Köln, 1972 DNB 730532585.
- Die Wirtschaftsgeschichte der Schweiz. Von den Anfängen bis zur Gegenwart. Benziger, Zürich 1983, ISBN 3-545-34016-3, 2. aktualisierte Auflage, aus dem Französischen von Trude Fein und Markus Hediger, Benziger, Zürich 1990, ISBN 3-545-34089-9
- Die Geschichte vom Salz. Campus, Frankfurt am Main 1989, ISBN 3-593-34089-5.
- Wilhelm Tell. Realität und Mythos, aus dem Französischen von Josef Winiger. List, München 1990, ISBN 3-471-77168-9; NA: Römerhof, Zürich 2012, ISBN 978-3-905894-16-5.
- Wilhelm Tell – ein Europäer? Betrachtungen eines Historikers. Benziger, Zürich 1992, ISBN 3-545-34108-9.
- Die Schweiz in Europa, aus dem Französischen von Josef Winiger. Pendo, Zürich 1998, ISBN 3-86612-153-9.
- Die Schweiz, der Nationalsozialismus und der Zweite Weltkrieg (= «Bergier-Bericht»; als Herausgeber). Pendo, Zürich 2002, ISBN 3-86612-039-7.
- Jean-François Bergier im Gespräch mit Bertrand Müller und Pietro Boschetti. Gelebte Geschichte. NZZ, Zürich 2007 (Übersetzt  von Eva Moldenhauer), ISBN 978-3-03823-255-1.